# Сан Уакин (град, Калифорния)
Сан Уакин (на английски: San Joaquin) е град в окръг Фресно в щата Калифорния, САЩ. Сан Уакин е с население от 4043 жители (по приблизителна оценка от 2017 г.) и обща площ от 2,6 км2. ЗИП кодът му е 93660, а пощенският 559. Намира се на 53 метра н.в. Получава статут на град през 1920 г.